# Zilles Buntbarsch
Zilles Buntbarsch (Coptodon zillii, Syn.: Tilapia zillii) ist eine Fischart aus der Familie der Buntbarsche (Cichlidae), die im nördlichen, westlichen und zentralen Afrika sehr weit verbreitet ist und auch im Nahen Osten vorkommt.

## Verbreitung
Die Art kommt im südlichen Marokko, in Westafrika (Senegal, Sassandra, Bandama, Boubo, Mé, Comoé, Bia, Ogun, Oshun, Volta, Niger), in den Seen von Ounianga, im Schari und im Tschadsee, im mittleren Kongobecken, im Albert- und Turkanasee, im Nil und im Jordan vor. In zahlreichen Ländern wurde sie als Speisefisch eingeführt.

## Merkmale
Zilles Buntbarsch wird maximal 40 cm lang, bleibt für gewöhnlich aber bei einer Länge von 30 cm. Er besitzt einen sehr hochrückigen und seitlich abgeflachten Körper. Die Körperhöhe beträgt etwa 55 % der Standardlänge, die Kopflänge 31,9 bis 34,1 % der Standardlänge. Die Kopfoberseite ist gerade und nicht konvex. Die Zähne der äußeren Zahnreihe sind zweispitzig. Die untere Pharyngealia ist ebenso breit wie lang. Ihr bezahnter hinterer Bereich ist länger als der vorn liegende Teil. Auf dem unteren Ast des ersten Kiemenbogens befinden sich 8 bis 12 Kiemenreusenstrahlen.
Kopf und Rumpf sind auf der Oberseite dunkel olivbraun mit einem irisierenden bläulichen Schimmer. Die Lippen sind leuchtend grün, die Kehle ist wie bei vielen Arten der Gattung Coptodon rosa. Bei geschlechtsreifen Tieren ist der Kopf mit grün irisierenden Punkten gemustert. Auf den Flanken zeigen sich sieben bis zehn dunkle Querbänder und dunkle Längsbänder, wenn die Tiere aufgeregt sind. Die olivgrüne Rückenflosse besitzt einen rötlichen Rand und weiße bis graue Flecken auf ihrem weichstrahligen Abschnitt. Die unpaaren Flossen sind olivfarben bis braun mit gelben Flecken, Rücken- und Afterflosse zeigen oft einen orange Rand. Exemplare zwischen 2 und 14 cm Länge besitzen eine gelbe oder graue Schwanzflosse ohne Flecken. Der für Tilapien typische Fleck auf dem hinteren Rückenflossenabschnitt erstreckt sich vom letzten Flossenstachel bis zum 4. Weichstrahl und ist mit einem gelben Ring umgeben.
- Flossenformel: Dorsale XIII–XVI/10–14, Anale III/8–10.
- Schuppenformel: SL 28–31, 3–4 Schuppenreihen an den Kopfseiten.

## Lebensweise
Zilles Buntbarsch kommt vor allem in dicht bewachsenen Flussregionen vor und bildet kleine Schwärme. Jungfische finden sich häufig in überschwemmten Gebieten. Wie alle Angehörigen der Gattung Coptodon ernährt sich Zilles Buntbarsch überwiegend von Pflanzen und Algen sowie von kleinen wirbellosen Tieren. Die Art hat eine hohe Temperaturtoleranz (10,5–36 °C).

## Systematik
Die Art wurde 1848 durch den französischen Zoologen und Paläontologen Paul Gervais als Acerina zillii beschrieben, nach Zill, dem Sammler der Typusexemplare benannt und später der Gattung Tilapia, Untergattung Coptodon zugeordnet. Die Untergattung Coptodon wurde Anfang 2013 in Rang einer Gattung erhoben.